# Hausfrauentest
Der Hausfrauentest (auch: Putzfrauentest oder Laientest) ist eine gängige Testmethode in Werbeagenturen, um die Wirksamkeit von Werbemitteln an Unbeteiligten zu testen. Dabei werden nicht gezielt Hausfrauen befragt, sondern Personen, die nicht an der Entwicklung des Werbemittels beteiligt waren. Die Testpersonen sollen unvoreingenommen beispielsweise die Funktionalität von Webshops testen und die User Experience bewerten. Auf Basis der Ergebnisse des Hausfrauentests wird das Werbemittel korrigiert.
Der Hausfrauentest ist ein nicht-repräsentatives Testverfahren. Der Begriff „Hausfrauentest“ entstammt dem Branchenslang von Werbeagenturen.